# Казан, Зои
Зои Сва́йкорд Каза́н (англ. Zoe Swicord Kazan; род. 9 сентября 1983, Лос-Анджелес, Калифорния, США) — американская актриса и сценаристка.

## Биография
Зои Казан родилась 9 сентября 1983 года в Лос-Анджелесе, в семье сценаристов Николаса Казана и Робин Свайкорд («Загадочная история Бенджамина Баттона»). Её дед Элиа Казан был режиссёром театра и кино. У Зои есть младшая сестра Майя, которая также является актрисой.
Зои Казан училась в нескольких частных школах Лос-Анджелеса. В 2005 году окончила Йельский университет.
Её кинодебют состоялся в 2003 году в фильме «Шпагоглотатели и худые», она исполнила роль Саманты. В 2006 году она выходит на сцену театра в постановке пьесы «Мисс Джин Броди в расцвете сил» с Синтией Никсон в главной роли. В 2007 году она появляется сразу в трёх фильмах : в драме «Перелом», номинированной на «Оскар», семейной комедии «Дикари» и также номинированном на «Оскар» фильме «В долине Эла». В 2008 году, в картине «Я и Орсон Уэллс» Зои играет вместе с такими звёздами, как Зак Эфрон и Клэр Дэйнс, в «Августе» — с Джошем Хартнеттом. Также она сыграла в нашумевшей драме «Дорога перемен» по книге Ричарда Йейтса с Леонардо Ди Каприо и Кейт Уинслет в главных ролях.
В 2009 году она сыграла дочку героини Мерил Стрип в картине «Простые сложности», поставленной Нэнси Мейерс. «Мне было легко отождествить себя с персонажами сценария, потому что я вышла из той же среды, что дети, о которых пишет Нэнси Мейерс: росла в той же обстановке, ходила в такую же школу, сталкивалась с такими же проблемами» — вот что сказала Зои о этой работе.
Зои Казан также пишет пьесы и сценарии. В 2009 году её пьеса «Авессалом» о блудном сыне, возвращающемся домой к отцу и младшему брату, была поставлена на фестивале «Humana» в Луисвилле. Она написала сценарий к фильму 2012 года «Руби Спаркс» и сыграла там главную героиню Руби. Вместе с ней там играет Пол Дано.

## Личная жизнь
С 2007 года Казан состоит в отношениях с актёром Полом Дано. В августе 2018 года у пары родилась дочь. В октябре 2022 родился второй ребёнок.

## Фильмография
| Год  |    | Русское название                  | Оригинальное название          | Роль           |
| ---- | -- | --------------------------------- | ------------------------------ | -------------- |
| 2003 | ф  | Шпагоглотатели и худые            | Swordswallowers and Thin Men   | Саманта        |
| 2007 | ф  | Дикари                            | The Savages                    | студентка      |
| 2007 | с  | Медиум                            | Medium                         | Иззи           |
| 2007 | ф  | Перелом                           | Fracture                       | Мона           |
| 2007 | ф  | В долине Эла                      | In the Valley of Elah          | Энджи          |
| 2008 | ф  | Август                            | August                         | сотрудник Гэла |
| 2008 | ф  | Я и Орсон Уэллс                   | Me and Orson Welles            | Гретта Элдер   |
| 2008 | ф  | Дорога перемен                    | Revolutionary Road             | Морин Грубе    |
| 2009 | ф  | Взрывная девушка                  | The Exploding Girl             | Иви            |
| 2009 | ф  | Частная жизнь Пиппы Ли            | The Private Lives of Pippa Lee | Грейс Ли       |
| 2009 | ф  | Я ненавижу День святого Валентина | I Hate Valentine’s Day         | Тэмми Гринвуд  |
| 2009 | ф  | Простые сложности                 | It’s Complicated               | Габби Адлер    |
| 2010 | ф  | Счастливы вместе                  | happythankyoumoreplease        | Мэри Катрин    |
| 2010 | ф  | Обход Мика                        | Meek’s Cutoff                  | Милли Гейтли   |
| 2010 | с  | Смертельно скучающий              | Bored to Death                 | Нина           |
| 2012 | ф  | Руби Спаркс                       | Ruby Sparks                    | Руби Спаркс    |
| 2013 | ф  | Некоторые девушки                 | Some Girl(s)                   | Регги          |
| 2013 | ф  | Хорошенькая                       | The Pretty One                 | Лорел/Одри     |
| 2013 | ф  | Дружба и никакого секса           | What If                        | Шантри         |
| 2014 | ф  | В твоих глазах                    | In Your Eyes                   | Ребекка Портер |
| 2014 | с  | Что знает Оливия?                 | Olive Kitteridge               | Дениз Тибодо   |
| 2015 | ф  | Наш бренд — кризис                | Our Brand Is Crisis            | Лебланк        |
| 2015 | ф  | Мой слепой брат                   | My Blind Brother               | Фрэнси         |
| 2016 | ф  | Монстры существуют                | There Are Monsters             | Кэти           |
| 2017 | ф  | Любовь — болезнь                  | The Big Sick                   | Эмили Гарднер  |
| 2018 | ф  | Баллада Бастера Скраггса          | The Ballad of Buster Scruggs   | Элис Лонгабо   |
| 2018 | ф  | Дикая жизнь                       | Wildlife                       | сценарист      |
| 2019 | ф  | Реальная любовь в Нью-Йорке       | The Kindness of Strangers      | Клара          |
| 2020 | с  | Заговор против Америки            | Plot Against America           | Элизабет Левин |
| 2021 | мф | Криптополис                       | Cryptozoo                      | Магдалина      |
| 2021 | с  | Кликбейт                          | Clickbait                      | Пиа Брюэр      |
| 2022 | ф  | Её правда                         | She Said                       | Джоди Кантор   |

## Награды и номинации
- 2009 — премия кинофестиваля «Трайбека» в категории «Лучшая актриса» («Взрывная девушка»).
- 2013 — номинация на премию «Сатурн» в категории «Лучшая актриса» («Руби Спаркс»).
- 2013 — номинация на премию «Независимый дух» в категории «Лучший сценарий» («Руби Спаркс»).
- 2014 — номинации на премии «Эмми» и «Спутник» в категории «Лучшая актриса второго плана» («Что знает Оливия?»).